# Absurde (album)
Albums de Candie Prune
EP!EP!
(1996) Garage Sessions
(2000)
Absurde est le premier album de Candie Prune (un six titres EP!EP! est sorti deux ans auparavant). Il a été enregistré aux studios Chipping Norton en Grande-Bretagne.

## Titres
1. L'eiffet Eiffel (2:42)
2. Anomalie (2:59)
3. Valentine (2:30)
4. Alibi (2:20)
5. Intox (2:19)
6. I'm The Son (2:39)
7. Seconde 49 (0:49)
8. Inertie (2:27)
9. Sometimes (2:39)
10. Si Loin Si Stone (2:44)
11. Alice Cède (3:04)
12. J'Adore (1:24)
13. She Is Sorry (1:22)
14. Alcool et Limonade (2:28)

## Commentaires
La dernière chanson Alcool et Limonade dure en réalité 12:37, car il y a un morceau caché.
Les puristes considèrent Absurde comme le seul album de Candie Prune. En effet, EP!EP!, avec ses six titres, est plutôt considéré comme un extended play (EP). De plus, le second album de Candie Prune, Garage Sessions, est plus celui d'un side-project, Andice Rupen, anagramme de Candie Prune.